# Latiremidae
Latiremidae é uma família de crustáceos da ordem Harpacticoida.